# Così lontani
Così lontani è un brano musicale scritto e composto da Toto Cutugno e interpretato dai Ricchi e Poveri nel 1992.
Con questa canzone il complesso vocale genovese partecipa al 42º Festival di Sanremo, venendo eliminato dopo la prima esecuzione. Per il gruppo si è trattato della dodicesima partecipazione alla manifestazione canora in veste di concorrente.
Il brano viene pubblicato su singolo contenente sul lato B la canzone Guarda che luna, originariamente interpretato da Fred Buscaglione.
Nello stesso anno esce l'album Allegro italiano che, oltre al brano sanremese, contiene canzoni di altri artisti della musica italiana, rilette dai Ricchi e Poveri.